# ピプラドロール

ピプラドロールの構造式

ピプラドロール（Pipradrol）は、中枢神経刺激薬であり、ナルコレプシーと精神運動抑制が強いうつに用いられていた。
日本では現在は販売終了、かつてメラトラン（塩野義製薬）、カロパン（日本新薬）が発売されていた。

## 作用
ノルアドレナリン・ドーパミンの再取り込み阻害作用により視床下部と脳幹網様体の刺激作用を有するが、他剤に比べて、マイルドな中枢神経刺激薬であるとされている。

## 歴史
ピペリジル化合物で、Brownらにより精神運動増進効果が見いだされた。
化学構造面では、抗幻覚剤とされたアザシクロノールの異性体である。
日本では1957年に発売されたが、臨床的にあまり用いられず、乱用を恐れて販売終了となった。ヨーロッパやアメリカなどの大陸にある国の一部では、現在も使用されている。